# Türbe

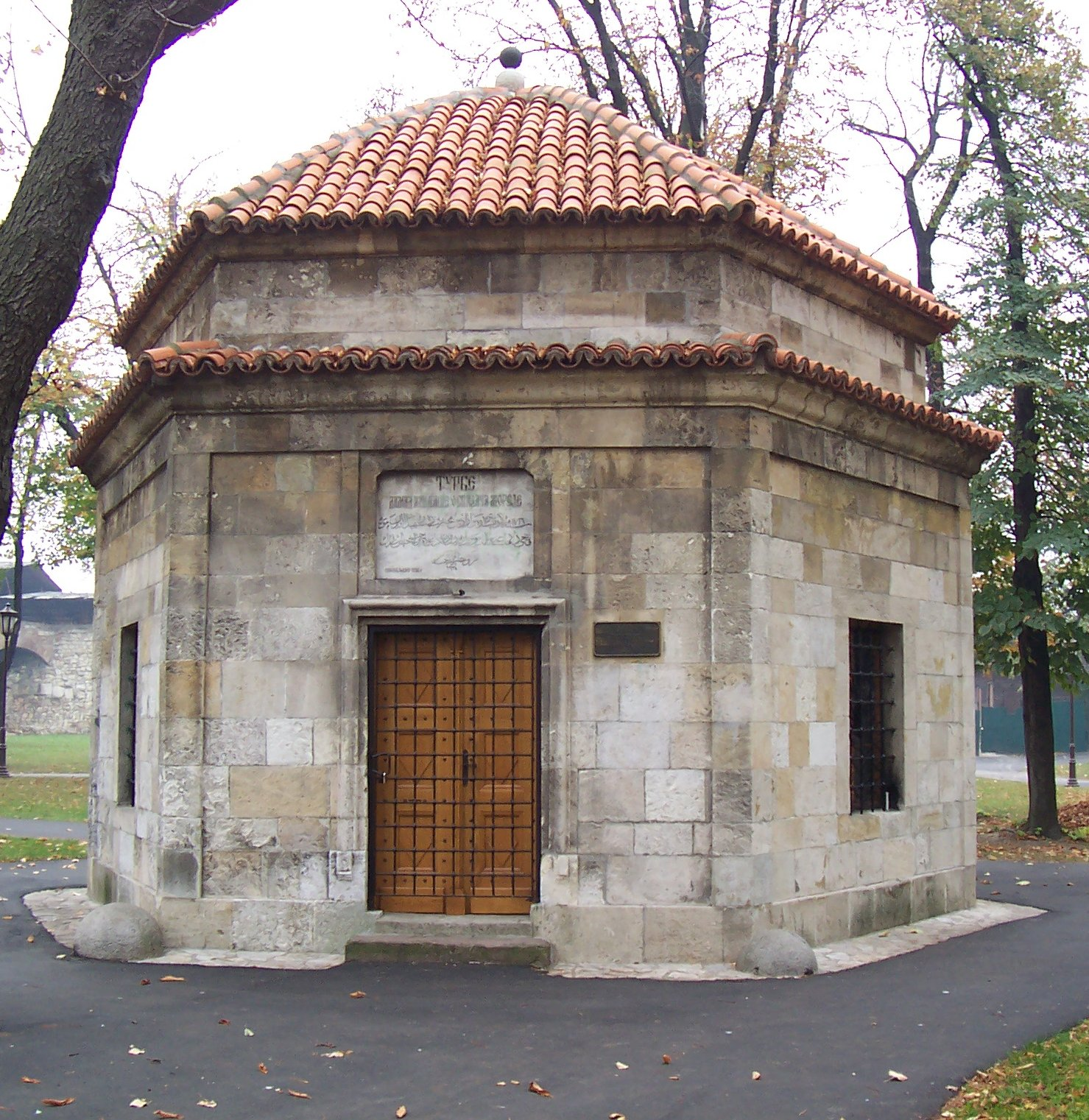
Türbe von Damad Ali Pascha in Belgrad.

Als Türbe (türkisch von arabisch تُرْبَة turba „Staub“, „Erde“, „Friedhof“, „Mausoleum“) bezeichnet man im türkischen Sprachraum ein muslimisches Mausoleum oder eine Grabstätte.
Bedeutende Türben sind die der verstorbenen türkischen Herrscher in Istanbul und Bursa; es handelt sich dabei meistens um architektonisch prachtvoll geschmückte Gebäude, in deren Innerem das Kenotaph oder der Sarg (sanduka oder tabut) des Toten steht. Der Leichnam selbst befindet sich mehrere Meter unter der Erde. Auf dem Rosenhügel in Budapest befindet sich die Gül-Baba-Türbe mit Sarkophag, die 1543–1548 für den 1541 verstorbenen türkischen Derwisch Gül Baba errichtet wurde.
Mit dem arabischen Wort qubba („Kuppel“) werden sowohl Mausoleen als auch allgemein Gebäude bezeichnet, die Verehrungsorte, aber nicht notwendig die Grabstätte eines muslimischen Heiligen sind. Hohe Grabtürme mit einem Kegeldach nach dem persischen Vorbild eines gonbad heißen in der Türkei kümbet.